# 滇水金凤
滇水金凤（学名：Impatiens uliginosa）是凤仙花科凤仙花属的植物，是中国的特有植物。分布于中国大陆的云南等地，生长于海拔1,500米至2,600米的地区，多生长在林下、水沟边潮湿处以及溪边，目前尚未由人工引种栽培。

## 别名
金凤花、水金凤（云南） 水凤仙花